# Union populaire agrarienne
Pour les articles homonymes, voir Union populaire.
L'Union populaire agrarienne (en bulgare, Земеделски Народен Съюз) est un parti politique bulgare fondé en 1899.